# Wendi McLendon-Covey
Wendi McLendon-Covey (Bellflower, 10 oktober 1969), geboren als Wendy Anne McLendon, is een Amerikaans actrice en filmproducente.

## Filmografie[1]
| Jaar | Film                                 | Rol                       | Opmerkingen |
| ---- | ------------------------------------ | ------------------------- | ----------- |
| 2001 | Henry and Marvin                     | Judy                      | Korte film  |
| 2005 | Bewitched                            | E! Anchor                 |             |
| 2006 | Cook-Off!                            | Pauline Solfest           |             |
| 2007 | Reno 911!: Miami                     | Deputy Clementine Johnson |             |
| 2007 | Closing Escrow                       | Hillary                   |             |
| 2007 | Goldfish                             | Mrs. Jenkins              |             |
| 2008 | Over Her Dead Body                   | Lona                      |             |
| 2009 | Boutonniere                          | Mrs. Pruitt               |             |
| 2009 | Spooner                              | Linda                     |             |
| 2009 | Jesus People: The Movie              | Jenna Bosch               |             |
| 2010 | Starlight & Superfish                | Dawn                      |             |
| 2010 | Douchebag                            | Mary Barger               |             |
| 2010 | Tug                                  | Taylor                    |             |
| 2010 | Public Relations                     | Candice                   |             |
| 2010 | The Search for Santa Paws            | Ms. Stout                 |             |
| 2011 | Sometimes Pretty Girls               | Tootsie                   | Korte film  |
| 2011 | Bridesmaids                          | Rita                      |             |
| 2012 | Holiday Road                         | Rosman                    |             |
| 2012 | What to Expect When You're Expecting | Kara                      |             |
| 2012 | Magic Mike                           | Tara                      |             |
| 2013 | 10 Rules for Sleeping Around         | Emma Cooney               |             |
| 2013 | All American Christmas Carol         | Marjorie                  |             |
| 2013 | The Goldbergs                        | Beverly Goldberg          | TV-Serie    |
| 2014 | Date and Switch                      | Linda                     |             |
| 2014 | Cuban Fury                           | Carly                     |             |
| 2014 | The Single Moms Club                 | Jan Malkovitch            |             |
| 2014 | Blended                              | Jen                       |             |
| 2014 | Think Like a Man Too                 | Tish                      |             |
| 2014 | Claire's Cambodia                    | Sharon                    |             |
| 2014 | A Friggin' Christmas Miracle         | Shauna                    |             |
| 2015 | Hello, My Name Is Doris              | Cynthia Miller            |             |
| 2023 | Elemental                            | Gale                      | Stem        |

- Bibsys: 11080915
- Gemeinsame Normdatei: 1082012513
- International Standard Name Identifier: 0000 0003 6185 3923
- Library of Congress Control Number: no2011045125
- Virtual International Authority File: 224946560
- WorldCat: E39PBJpYtk48CQDwhpjtkwJFKd